# Powiat d'Iława
Le powiat d'Iława (en polonais : Powiat iławski) est un territoire administratif du nord de la Pologne, en voïvodie de Varmie-Mazurie.

## Divisions administratives

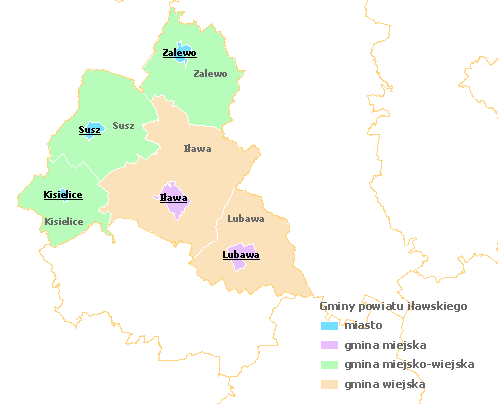
Carte du powiat

Le powiat est composé de 7 communes :
| Gmina                                    | Type         | Superficie (km²) | Population (2006) | Chef-lieu |
| Iława                                    | urbain       | 21,9             | 32 326            |           |
| Susz                                     | urbain-rural | 259,0            | 12 825            | Susz      |
| Iława                                    | rural        | 423,6            | 11 828            | Iława *   |
| Lubawa                                   | rural        | 236,6            | 10 435            | Lubawa *  |
| Lubawa                                   | urbain       | 16,8             | 9 328             |           |
| Zalewo                                   | urbain-rural | 254,3            | 6 986             | Zalewo    |
| Kisielice                                | urbain-rural | 172,8            | 6 232             | Kisielice |
| * le chef-lieu est extérieur à la gmina. |              |                  |                   |           |